# 戚继光号训练舰
中国人民解放军海军680型训练舰“戚继光”号（舷号：83），通称“戚继光”号训练舰，于2017年2月21日在大连旅顺军港入列服役，隶属于中国人民解放军海军大连舰艇学院。该舰是目前中国人民解放军海军吨位最大、现代化水平最高的专业训练舰，是现役郑和号训练舰的两倍大。

## 舰名
依据《海军舰艇命名条例》中国训练舰多用人名命名，舷号一般为两位数。戚继光号舰名取自明代著名的抗倭将领戚继光，舷号83，因此与81舰郑和号训练舰、82舰世昌号国防动员舰等同级，可能为二级乙等，即副师级建制。
這是中國第二艘以戚繼光命名的軍艦，第一艘是中華民國海軍向德國訂購的魚雷艇母艦戚繼光號，但可惜後來被德國人接收並改名為坦噶號。

## 设计
“戚继光”号训练舰隶属于海军大连舰艇学院，是一艘专职训练舰。舰长约163米，宽约22米，满载排水量9000多吨；由柴油发动机推进，最高航速22节，抗风等级达到12级。
该舰配备有大型教室、报告厅、健身房以及船舶操纵模拟器等电脑辅助培训设施。武器装备有：一门76毫米单管H/PJ-26型舰炮和两门30毫米H/PJ-17型舰炮，有飞行甲板，但没有机库。
“戚继光号”训练舰担负的任务有：
- 进行编队训练、对抗演练、协同等网上推演任务，
- 保障400多名海军学员或官兵完成航海业务、舰艇航行与操纵、舰艇共同科目等近、远海实习任务，
- 出国访问、海外撤侨、重大自然灾害救援等非战争军事行动任务。